# Коэффициент фазовой синхронизации
Коэффициент фазовой синхронизации (средняя фазовая когерентность) — численный показатель, количественно характеризующий синхронизованность фаз двух осцилляторов и отражающий стабильность разности этих фаз. При точном совпадении фаз коэффициент равен единице, при отсутствии синхронизации — нулю. Понятие коэффициента фазовой синхронизации широко используется в теории динамических систем и теории хаоса.

## Определение
Существует несколько способов определения коэффициента фазовой синхронизации. Наиболее распространённым является следующий:
{\displaystyle \rho =\left|\left\langle {\mathrm {e} }^{j(\phi _{1}-\phi _{2})}\right\rangle \right|,}
где угловые скобки означают процедуру усреднения, {\displaystyle \phi _{1}}, {\displaystyle \phi _{2}} — фазы колебаний осцилляторов.
На практике приходится иметь дело с временными рядами. В этом случае производится оценка коэффициента фазовой синхронизации. Чаще всего при этом пользуются следующей формулой
{\displaystyle {\hat {\rho }}=\left|{\frac {1}{N}}\sum _{n=1}^{N}{\mathrm {e} }^{j(\phi _{1}(t_{n})-\phi _{2}(t_{n}))}\right|}
где {\displaystyle \phi _{1}(t_{n})}, {\displaystyle \phi _{2}(t_{n})} — значения фазы в некоторые моменты времени. Если процесс колебаний эргодичен, то для достаточно большого числа N оценка {\displaystyle {\hat {\rho }}} близка к истинному значению {\displaystyle \rho }. Однако, в практически интересных случаях N зачастую не превышает одного-двух десятков, что может привести к получению абсолютно неверного результата, в частности к значению {\displaystyle {\hat {\rho }}=1} даже для несвязанных осцилляторов. Проблема исследования статистических свойств величины {\displaystyle {\hat {\rho }}} является одной из актуальных проблем современной теории динамических систем.